# Enrico Deaglio
Pour les articles homonymes, voir Deaglio.
Enrico Deaglio, né le 11 avril 1947 à Turin (Italie), est un journaliste, écrivain et présentateur de télévision italien.

## Biographie
Deaglio naît à Turin, où il obtient, en juin 1971, son diplôme de médecine et travaille à l'hôpital Mauriziano.
Au milieu des années 1970, il commence sa carrière de journaliste pour le journal communiste Lotta continua dont il est rédacteur en chef de 1977 à 1982. Plus tard, il travaille pour de nombreux journaux et magazines nationaux, dont La Stampa, Il Manifesto, Panorama, Epoca et l'Unità. De 1985 à 1986, il est rédacteur en chef du journal Reporter.
À partir de la fin des années 1980, il travaille pour l'émission d'information Mixer sur RAI TV, se concentrant en particulier sur la mafia sicilienne et les événements à l'étranger. Dans les années 1990, il anime plusieurs émissions sur Rai Tre, telles que Milano, Italia (janvier-juin 1994), Ragazzi del '99 (1999), Così va il mondo, Vento del Nord et L'Elmo di Scipio. De 1997 à 2008, il est rédacteur en chef de l'hebdomadaire Diario.
En 2006, son documentaire télévisé Uccidete la democrazia!, où il suggère que les votes électroniques aux élections générales italiennes de 2006 avaient été manipulés en faveur du parti de Silvio Berlusconi, Maison des libertés (la Casa delle libertà), suscite d'importantes controverses. La théorie de Deaglio est ensuite rejetée par un recomptage officiel des bulletins de vote par le Parlement italien.
Son frère, Mario Deaglio, est économiste à l'université de Turin.